# Günter Oesinghaus
Günter Oesinghaus (* 4. August 1943 in Wahlscheid) ist ein deutscher Politiker (SPD) und ehemaliges Mitglied des Deutschen Bundestages.

## Leben
Oesinghaus besuchte die katholische Volksschule in Wahlscheid und anschließend die Realschule in Köln, die er mit der Mittleren Reife abschloss. Anschließend machte er eine Ausbildung als Versicherungskaufmann und arbeitete mehrere Jahre in diesem Beruf. Nach einer Begabtensonderprüfung wurde er 1967 zu einem Studium an der Pädagogischen Hochschule Köln zugelassen. Im Dezember 1970 legte er die erste Staatsprüfung für das Lehramt an Grund- und Hauptschulen ab, im Februar 1972 folgte die zweite Staatsprüfung. Danach arbeitete er als Hauptschullehrer in Köln. Nach einem halbjährigen Wehrdienst wurde er als Kriegsdienstverweigerer anerkannt.

## Politik
Oesinghaus trat 1969 bereits der SPD bei und war von 1975 bis 1986 Ortsvereinsvorsitzender, von 1977 bis 1991 auch noch Mitglied im SPD-Unterbezirksvorstand Köln. Er ist Mitglied der Gewerkschaft Erziehung und Wissenschaft im DGB und der Jugendorganisation der SPD Die Falken. Im Jahr 1987 wurde er mit 51,6 % der Stimmen im Wahlkreis Köln IV direkt in den Deutschen Bundestag gewählt. Auch in den Folgejahren wurde er immer direkt in den Bundestag gewählt. Von 1994 bis 1998 war er Ordentliches Mitglied im Ausschuss für Verkehr und außerdem stellvertretendes Mitglied im Finanzausschuss. Von 1998 bis 2002 war er Ordentliches Mitglied im Ausschuss für Angelegenheiten der Europäischen Union und zudem stellvertretendes Mitglied im Ausschuss für Verkehr, Bau- und Wohnungswesen. Im Jahr 2002 schied er auch aus dem Bundestag aus.